# Hieracium anaclastopodum
Hieracium anaclastopodum es una especie de planta con flor del género Hieracium, de la familia Asteraceae, orden Asterales.

## Distribución
Hieracium anaclastopodum se distribuye por Noruega.

## Taxonomía
Fue descrita científicamente por Omang. Fue publicada en Ark. Bot., a.s., 1: 145 (1949).